# Michael von Jung

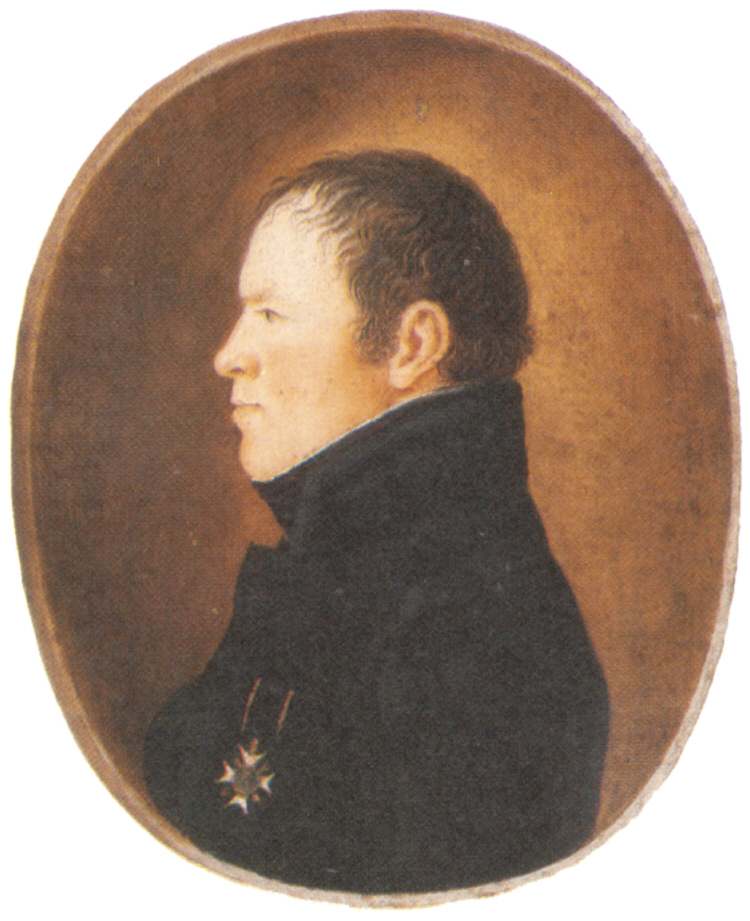
Michael von Jung

Michael von Jung (* 29. September 1781 in Saulgau; † 24. Juli 1858 in Tettnang) war ein deutscher römisch-katholischer Geistlicher und Dichter von Grabliedern, die er zur Laute vortrug und später auch in Buchform veröffentlichte. Seine Lieder zeichnen sich aus durch eine unbekümmert-drastische Darstellung von Krankheiten, Unfällen und Todesarten, andererseits durch die seelsorgerliche Bemühung um das Seelenheil der Toten und der Lebenden im Geiste der Aufklärung. Dieser Kontrast ergibt eine Fallhöhe, die Jung vor allem als Meister der unfreiwilligen Komik bekannt werden ließ.

## Leben

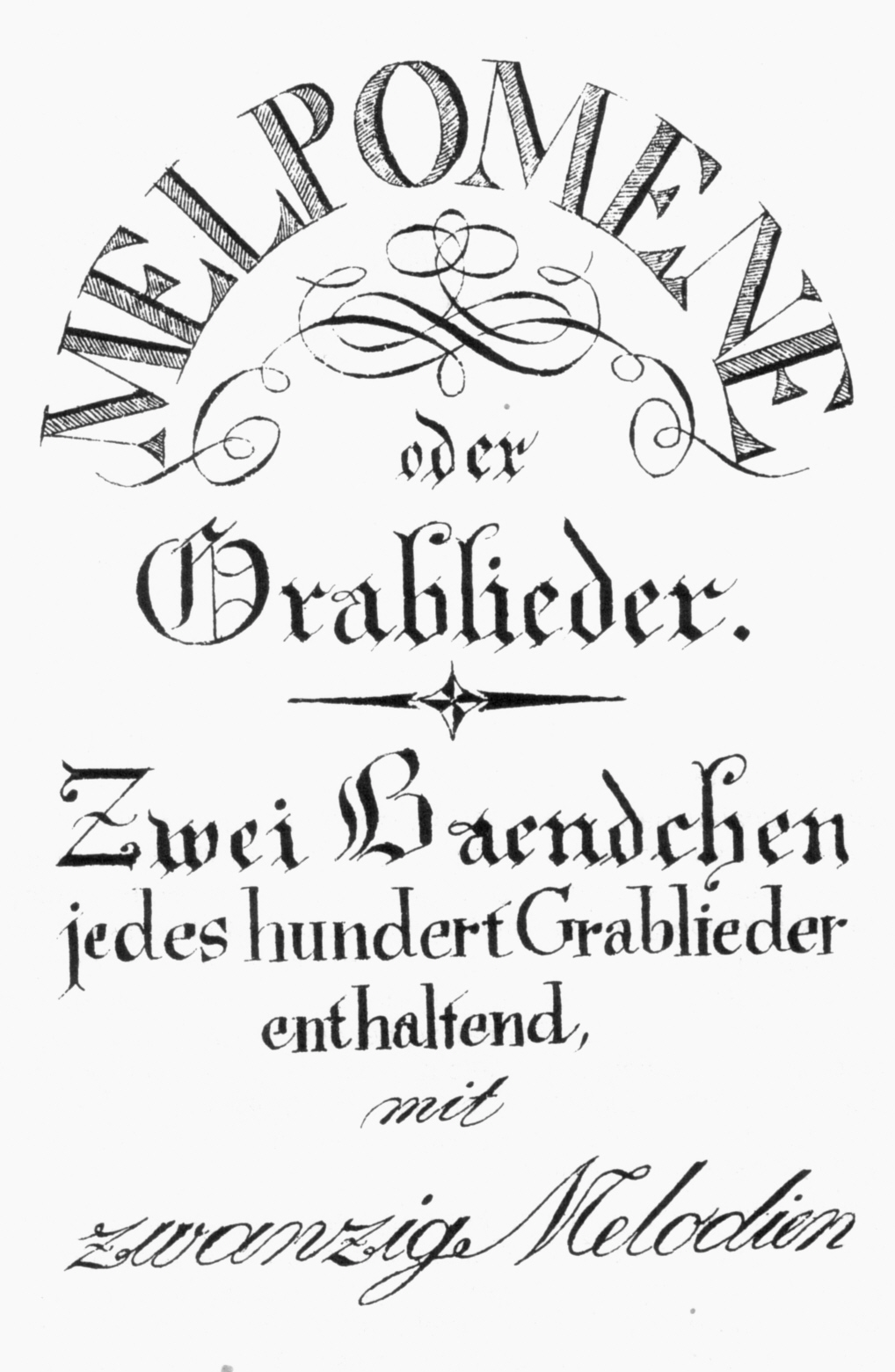
Titelblatt von Melpomene, 1839

Nach dem Theologiestudium an der Universität Salzburg und dem Besuch des Priesterseminars in Meersburg erhielt Jung 1806 die Priesterweihe. Im Anschluss folgte die viereinhalbjährige Vikariatszeit in Erolzheim. Schließlich wurde er 1811 zum Pfarrer im oberschwäbischen Kirchdorf an der Iller bestimmt.
Für seine Verdienste bei der Krankenpflege während einer Typhusepidemie im Jahr 1814 wurde Jung zum „Ritter des Königlich Württembergischen Civilverdienst Ordens“ ernannt. Der Ritter-Titel, den Jung von nun an stolz trug, war mit dem persönlichen Adel verknüpft.
Seine Lieder, die er gerne mit der Laute begleitete, brachten ihn mehrfach in Konflikt mit der kirchlichen Obrigkeit. 1820 musste er eine Geldstrafe wegen „unbefugten und unwürdigen Schriftenverfassens“ zahlen. Obwohl ihm das kirchliche Imprimatur 1837 verweigert wurde, veröffentlichte er 1839 in zwei Bänden 200 seiner Lieder im Selbstverlag. Der Titel „Melpomene oder Grablieder“ nimmt Bezug auf Melpomene, die Muse der tragischen Dichtung und des Trauergesangs.
In diesem Band erschien auch das Grablied „Bei dem Grabe des hochwürdigen gnädigen Herrn Nikolaus Betscher, des letzten würdigen Prälaten des ehmaligen Klosters Münchroth“, das bis zur Wiederentdeckung der Originalnoten Betschers 1980 einer der wenigen bekannten Hinweise auf den Prämonstratenserabt aus Rot an der Rot als Musiker und Komponisten war.
1849, im Alter von 68 Jahren, wurde er nach Tettnang versetzt. Während in der Literatur zumeist von einer Strafversetzung die Rede ist, sah von Jung selbst den Vorgang als „eine allergnädigste Verleihung eines seinem gebrechlichen Alter angemessenen Postens“. Dort war er als Kaplan tätig und starb 1858.

## Rezeption
Im 20. Jahrhundert erfuhr Jung neue Aufmerksamkeit, und seine Lieder erschienen in Auswahlausgaben, die die komischen Elemente in seinem Werk betonen. Im Theaterstück Sing nicht, Vogel von Alfred Weitnauer besucht ein Domkapitular Stolzenberg den Kirchdorfer Pfarrer, um ihn – natürlich erfolglos – von seinem unwürdigen Tun abzubringen. Unter dem Titel Der Vogel läßt das Singen nicht wurde das Theaterstück 1966 vom SDR mit dem schwäbischen Volksschauspieler Willy Reichert in der Hauptrolle verfilmt, den Besucher spielte Dieter Borsche.
1986 brachte der SDR den Film „Der Ritter von den traurigen Liedern“ in der Reihe „Originale im Talar“ des Südfunk-Fernsehens Stuttgart, mit Alfred Rude als Michael von Jung (Buch: Klaus Strieder, Regie: Dieter Schlotterbeck).

## Werke
- Melpomene oder Grablieder. Zwei Baendchen jedes hundert Grablieder enthaltend, mit zwanzig Melodien. Verfaßt und herausgegeben von Michael von Jung, Ritter des Königlich Württembergischen Civilverdienst Ordens … Pfarrer in Kirchdorf bei Memmingen an der Iller. Ottobeuren, 1839. Zu haben bei dem Verfasser. (Als Faksimiledruck neu herausgegeben vom Katholischen Pfarramt in Kirchdorf an der Iller, 1974)
- Der heilige Willebold. Eine Legende aus dem dreizehnten Jahrhundert. Schauspiel in drei Aufzügen, 1820

### Werkausgabe
- Ewald Gruber (Einführung und Redaktion): Michael von Jung: Melpomene – Der heilige Willebold – Marienklage. Herausgegeben von der Gemeinde Kirchdorf an der Iller. Federsee-Verlag, Bad Buchau 1985, ISBN 3-925171-04-5 (enthält in Faksmilie die Erstausgaben der im Druck erschienenen Werke).

### Auswahlausgaben
- Sebastian Blau (Hrsg.): Fröhliche Himmelfahrt oder Die höchst merkwürdigen Grablieder des Ritters Michael von Jung weiland Pfarrer zu Kirchdorf in Schwaben. Auswahlausgabe. Wunderlich, Tübingen 1953.
- Ewald Gruber (Hrsg.): Grablieder: eine Auswahl aus „Melpomene“. Mit einem Essay zum 150. Todestag des Dichters. Hrsg. von der Stadt Bad Saulgau. Federsee, Bad Buchau 2008, ISBN 978-3-925171-82-6.
- Heinrich Kümpel (Hrsg.): Fröhliche Himmelfahrt oder Die höchst merkwürdigen Grablieder des hochwürdigen Herrn Ritters Michael von Jung weiland Pfarrer zu Kirchdorf in Schwaben. Auswahlausgabe. Albert Zürst, Zürich 1939.
- Gerhard Steiner (Hrsg.), Jiří Šalamoun (Ill.): Hier stellt sich unseren Tränenblicken ein fürchterliches Schauspiel dar. Die sonderbaren Grablieder des Dorfpfarrers Ritter Michael von Jung. Auswahlausgabe. Eulenspiegel-Verlag, Berlin 1981 (mit einer Schallplattensingle).
- Helmut Thielicke (Hrsg.), H. E. Köhler (Ill.): Fröhliche Grablieder zur Laute. Auswahlausgabe (= Herderbücherei. Band 599). Herder, Freiburg 1976, ISBN 3-451-08621-2.
- Alfred Weitnauer (Hrsg.): Meister des unfreiwilligen Humors. Die erhebendsten Grablieder des Michael von Jung. Auswahlausgabe. Verlag für Heimatpflege, Kempten 1963.

### Tonträger
- Ein letzter Gruß. Die fröhlichen Grablieder des Ritters Michael von Jung. Mit Walter Starz (Erzähler), Karl Greisel (Gesang), Otto Neudert (Laute). LP SWF TÜ 951-1876. Südwestfunk, Landesstudio Tübingen, 1976.